# Cape Burney
Cape Burney – miasto w Australii, w stanie Australia Zachodnia.